# Jaromír Typlt

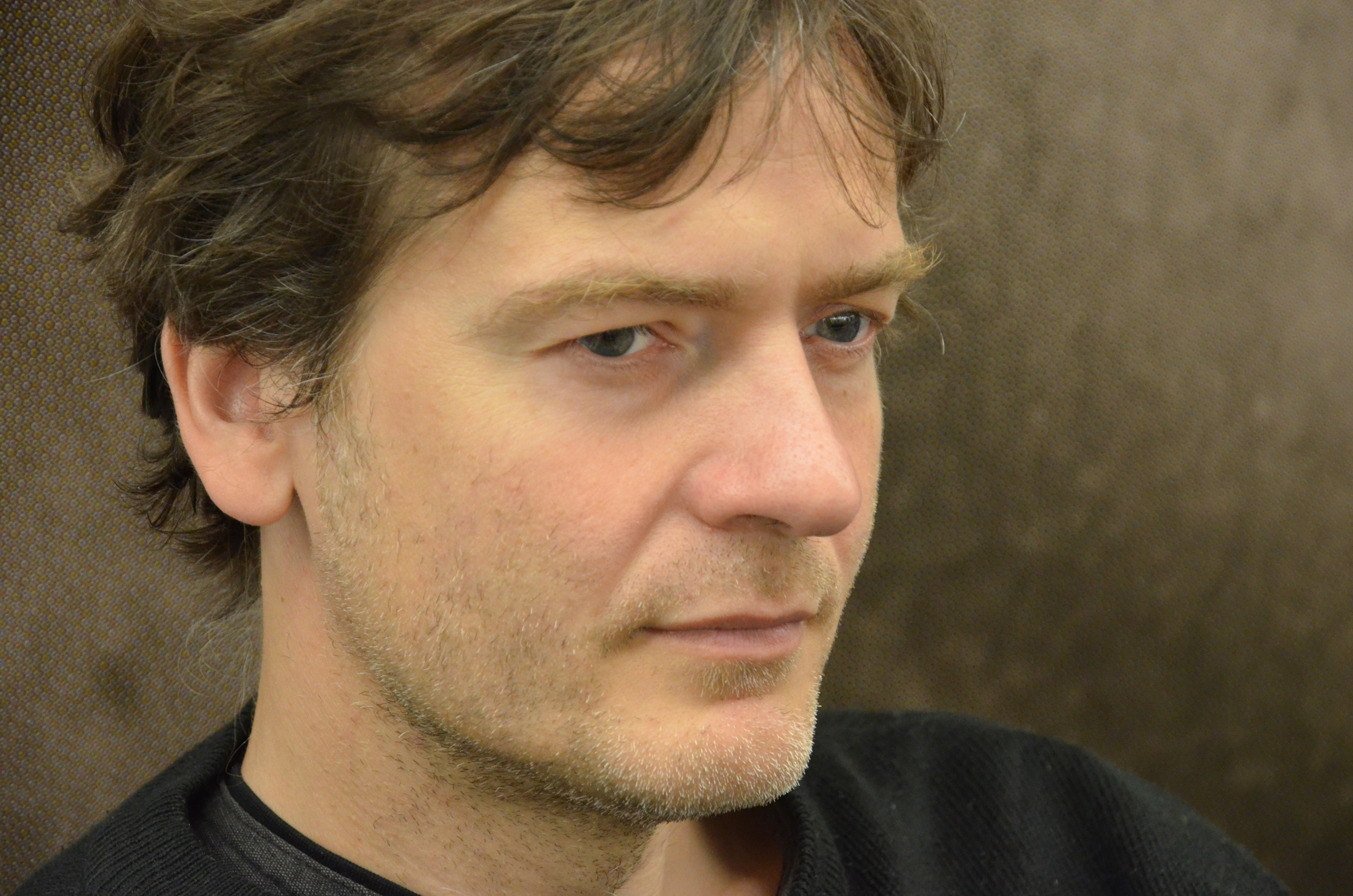
Jaromír Typlt

Jaromír Typlt (ur. 25 lipca 1973 w Jilemnicach) – czeski pisarz, poeta, dramaturg, eseista, krytyk literacki i edytor.

## Życiorys
Lata dziecinne spędził w Novej Pace. Maturę zdał w 1991. Studiował filozofię i bohemistykę na Uniwersytecie Karola w Pradze. Dyplom otrzymał w 1991. Jego praca dyplomowa nosiła tytuł Przemiany czeskiego tekstu surrealistycznego między rokiem 1938 a 1953. Po studiach odbył zastępczą służbę wojskową w stowarzyszeniu na rzecz osób chorych psychicznie. Mieszka w Libercu. W latach 1990–1993 był współpracownikiem czasopisma „Iniciály”. W 1994 działał w redakcji pisma „Host”. Był pracownikiem libereckiej Małaj Sali Wystawowej, a od roku 2008 zatrudniony jest w libereckiej galerii „U Rytíře”.

## Nagrody
Za książkę Ztracené peklo (Piekło utracone) otrzymał prestiżową nagrodę Jiříego Ortena, przyznawaną młodym twórcom.

## Twórczość
Typlt uważany jest w Czechach za jednego z najciekawszych autorów pokolenia wstępującego do literatury około roku 1990. Jego dzieła, najpierw (koniec lat osiemdziesiątych) ogłaszane w samizdacie, później zaś drukiem, zarówno książkowo, jak i czasopiśmienniczo, mają charakter nowatorski i eksperymentalny. W początkach twórczości pisarz odwoływał się do muzyki rockowej i do stale żywego we współczesnej kulturze czeskiej surrealizmu, zresztą zarówno rodzimego, jak i obcego (widoczne są np. wpływy koncepcji Salvadora Dalí). Typlt tworzył postaci fikcyjnych novopackich poetów i im przypisywał niektóre swoje teksty. W dziele pisarza dominuje nieskrępowana wyobraźnia, ujęta jednak w ramy wyraźnej kompozycji. Typlt chętnie wprowadza do swych utworów pierwiastki absurdu, odwołuje się do mitów i archetypów, posługuje się oryginalną metaforyką, rozmaitymi warstwami języka i rozmaitymi stylami, neologizmami, bardzo dba o dźwiękową organizację tekstu. Niektóre swoje wiersze nagrywa, a sposób ich prezentacji głosowej jest dla niego bardzo istotny. W manifeście  Rozžhavená kra (Rozżarzona kra) wyraża pragnienie zerwania z konwencjami w literaturze i sztuce, zarazem jednak świadom jest, że literatura w istocie nie może bez konwencji istnieć.

## Publikacje książkowe i publikacje w dodatkach do czasopism
- Koncerto grosso, 1990
- Pohyblivé prahy chrámů, 1991
- Zápas s rodokmenem, 1993
- Dříve než vzápětí edice, 1994
- Ztracené peklo, 1994
- Kdo vsloupí, neprokloubí, 1994
- Rozžhavená kra, 1996
- Opakem o překot, 1996
- Že ne zas až, 2003
- Stisk, 2007

## Działalność edytorska
Opracował edytorsko następujące pozycje: J. Synecký, Kniha Altdorferova (1994); M. Koch, Panický Kumburk (1996); Konfese Ladislava Zívra (1997); P. Kofroň, Tón ne (1998); J. Kocourek, Jensen a lilie (1998); H. Fousková, Jizvy (1998, wydanie rozszerzome pt. Troud, 2003); Sborník ke 43. narozeninám Petra Kofroně (wyd. bibliofilskie, 1999); Síňka. Sborník k 25 letům Malé výstavní síně v Liberci (2000); H. Skalická, Láska ve vodě (2000, katalog); Z. Košek, Jak se dělá počasí (2001, katalog); Malá výstavní síň 1975–2004 (2005, katalog); H. Fousková, Psice (2008).

## Recepcja polska
Wiersze Typlta w tłumaczeniach Leszka Engelkinga i Franciszka Nastulczyka ogłaszały pisma „Pobocza” i „Tygiel Kultury”. Jego prozę poetycką przekładała Karolina Pospiszil.